# أحمد لوي عليا
أحمد لوي عليا هي قرية في مقاطعة خدا أفرين، إيران. عدد سكان هذه القرية هو 248 في سنة 2006.